# José Bernardo Márquez
José Bernardo Márquez Reyes (Puerto Rico, 11 de septiembre de 1989) es un abogado, activista, y político puertorriqueño. Fue electo a la Cámara de Representantes de Puerto Rico por acumulación en las elecciones generales de 2020 bajo la insignia del Movimiento Victoria Ciudadana.

## Biografía y carrera profesional
José Bernardo Márquez nació el 11 de septiembre de 1989. Es hijo de actual alcalde de Toa Baja , Bernardo Márquez García, quién asumió oficina en 2017 bajo la insignia del Partido Nuevo Progresista. José Bernardo completó su bachillerato en Sociología y un Juris Doctor en la Escuela de Derecho de la Universidad de Puerto Rico.
Márquez ejerce en la práctica legal privada como miembro-fundador de Dimensión Legal LLC. José Bernardo es también  profesor universitario en sociología y derecho. Márquez también ofrece talleres y frecuentemente contribuye como columnista de periódicos y revistas como El Nuevo Día, Revista Jurídica UPR, y Microjuris. Es también líder comunitario a través del proyecto educativo "No lo dejes caer", el Maratón Abraham Rosa y la Iglesia Cristiana Discípulos de Cristo.

## Carrera política
Como servidor público, Márquez ha sido asesor legal de entidades de gobierno como el Instituto de Estadística de Puerto Rico y el Tribunal Supremo de Puerto Rico, donde ha trabajado con la Presidenta Maite Oronoz Rodríguez.
Márquez es estadista y miembro del Movimiento Victoria Ciudadana. Presentó su disponibilidad a la Cámara de Representantes de Puerto Rico después de que Néstor Duprey se retiró su candidatura a dicho cargó. Márquez ganó la nominación el 20 de junio de 2020. En las elecciones generales de 2020 fue electo como representante por Acumulación. El Movimiento Victoria Ciudadana optó por portavocías rotativas en la Asamblea Legislativa, por lo que Márquez Reyes fungirá como Portavoz de la Minoría en la Cámara de Representantes para el período 2023-2024.

## Historial electoral
| Año  | Cargo                              | Tipo      | Partido | Partido | Votos  | %    | Posición | Resultado |
| ---- | ---------------------------------- | --------- | ------- | ------- | ------ | ---- | -------- | --------- |
| 2020 | Representante por acumulación      | Generales |         | MVC     | 67,049 | 5.55 | 8.º      | Electo    |
| 2024 | Senador por el distrito de Bayamón | Generales |         | MVC     |        |      |          |           |